# François-Julien Desbrulins
François-Julien Desbrulins war ein französischer Graveur aus der ersten Hälfte des 18. Jahrhunderts, 16.. - 17.. .
Er hat zusammen mit dem Marine-Ingenieur Jacques Nicolas BELLIN im Jahr 1753 die "Carte del Ocean Occidental et Partie de l'Amerique Septenterionale é le Canada ou la Loisiane" erstellt.
Ein Teil seiner Karten wurden von Jean-Baptiste Du Halde im Werk Description de la Chine et de la Tartarie chinoise veröffentlicht.

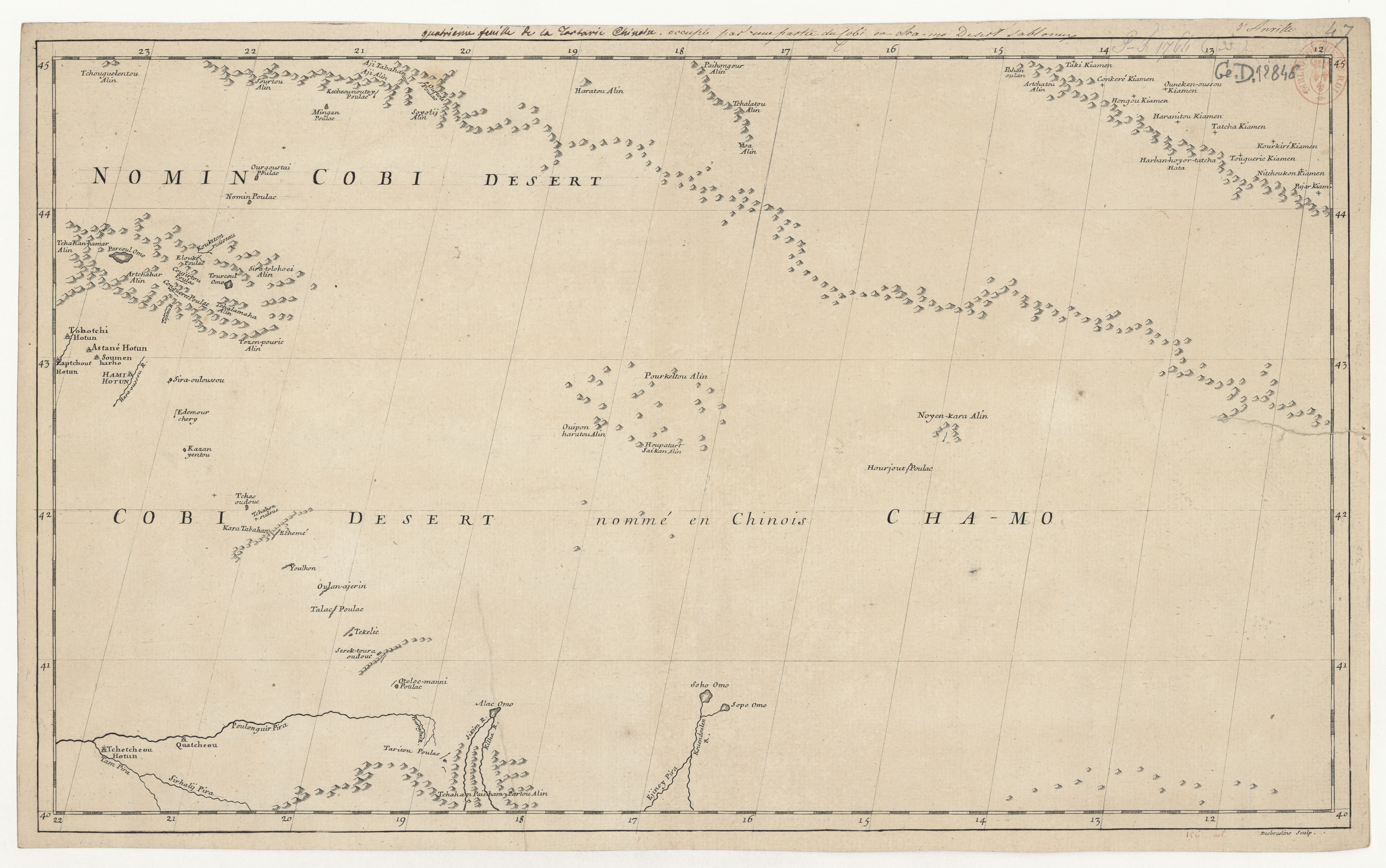
Description de l’Empire de la Chine et de la Tartarie, Band 3 zwischen den Seiten 64 und 65, 1736, IV. Blatt der Chinesischen Tartarie besetzt von einem Teil der sandigen Wüste Cobi oder Cha-Mo bis zur Stadt Hami (Desbrulins Sculp.)

Desbrulins hatte wohl seinen Schwerpunkt auf der Ausgestaltung von Karten.